# 클라이스트파르크역
클라이스트파르크역(U-Bahnhof Kleistpark)은 베를린 템펠호프쇠네베르크구 쇠네베르크에 있는 U7의 역이다. 그루네발트슈트라세(Grunewaldstraße)/하우프트슈트라세(Hauptstraße)/포츠다머 슈트라세(Potsdamer Straße)의 교차점에 설치되어 있다.
라이너 륌러가 설계했다. 역사 벽면은 회색 세라믹 타일과 알루미늄판으로 마감한 원기둥이 설치되어 있다. 역 인근 포츠다머 슈트라세에는 2008년까지 BVG의 본사가 있었다. U7 승강장 아래에는 U10 승강장으로 계획되었던 선시공부가 설치되어 있다. 엘리베이터와 점자 블록이 설치되어 있다.
2018년 말 1960년대와 1970년대 서베를린에 건설된 도시 철도역 12곳의 일부로 베를린의 건축유산으로 지정되었다.
베를린 버스 106, 187, 204, M48, M85번과 환승 가능하다.

## 인접 철도역
| 베를린 지하철 7호선                          | 베를린 지하철 7호선 | 베를린 지하철 7호선      |
| -------------------------------------------- | ------------------- | ------------------------ |
| 아이제나허 슈트라세 라트하우스 슈판다우 방면 | U7                  | 요르크슈트라세 루도 방면 |